# Charles Auguste Milverton
Charles Auguste Milverton, aussi traduit Charles Augustus Milverton (The Adventure of Charles Augustus Milverton en version originale), est l'une des cinquante-six nouvelles d'Arthur Conan Doyle mettant en scène le détective Sherlock Holmes. Elle est parue pour la première fois le 26 mars 1904 dans l'hebdomadaire américain Collier's Weekly, avant d'être regroupée avec d'autres nouvelles dans le recueil Le Retour de Sherlock Holmes (The Return of Sherlock Holmes).
Dans cette aventure, Sherlock Holmes n'enquête pas sur un mystère à résoudre, et endosse lui-même le costume du criminel-justicier.

## Résumé

### Problème initial
Sherlock Holmes a été contacté par lady Eva Blackwell, qui est victime d'une affaire de chantage montée par Charles Auguste Milverton. Ce dernier est en effet un homme méprisable qui gagne des milliers de livres sterling en échange de son silence concernant des affaires de mœurs. Eva Blackwell va prochainement se marier au comte de Dovercourt, mais a eu précédemment une correspondance « imprudente » avec un autre homme. Milverton est en possession de ces lettres, et menace de les transmettre au comte, qui refuserait immédiatement de se marier à Eva Blackwell. La somme exigée par Milverton pour son silence est de 7000 £.

### Résolution

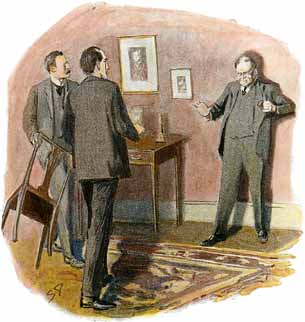
Holmes et Watson, menaçant Milverton qui montre son arme dans la poche de sa veste.

Sherlock Holmes rencontre Milverton au 221B Baker Street pour négocier avec lui les conditions de son silence. Milverton se montre cependant intraitable, et même ravi à l'idée que le scandale éclate, ce qui créerait un précédent notable incitant d'autres victimes de chantage à payer la rançon demandée plutôt que de connaître la disgrâce comme Eva Blackwell. Lorsque Holmes tente de menacer Milverton pour l'obliger à rendre les lettres compromettantes, l'homme montre son arme et part de Baker Street.
Holmes décide dès lors d'aller voler les lettres compromettantes chez Milverton. En se faisant passer pour un ouvrier, il parvient à séduire en quelques jours la bonne de Milverton qui lui confie les renseignements sur les habitudes de Milverton. Holmes en sait rapidement assez pour commettre son méfait.

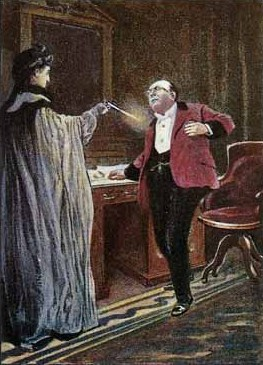
Milverton assassiné par une de ses victimes.

Le soir venu, Holmes et Watson partent masqués chez Milverton et parviennent à s'introduire dans son bureau. Là se trouve le coffre-fort où sont gardés des documents au centre de diverses affaires du maître-chanteur. D'après les renseignements obtenus par Holmes, Milverton dort d'un sommeil profond dans la pièce voisine. Holmes s'adonne à l'ouverture du coffre pendant une demi-heure. Alors que la serrure vient de céder, des pas se font entendre dans le couloir. Holmes et Watson se cachent derrière un rideau et Milverton entre dans son bureau. Les renseignements de Holmes étaient donc faux, Milverton ne dormait pas. Le maître-chanteur ne remarque pas la présence des deux hommes, et semble attendre impatiemment une autre personne. Celle-ci se présente finalement en entrant par la fenêtre restée ouverte. Il s'agit d'une femme portant un grand voile pour dissimuler son identité. Milverton s'attend à ce que la dame lui livre des documents sur une nouvelle affaire et lui propose une rémunération. La femme enlève alors son voile et Milverton découvre qu'il s'agit d'une personne dont il a précédemment détruit la vie en révélant des informations compromettantes à son sujet. La nouvelle venue tue alors Milverton de plusieurs balles dans le corps avant de s'enfuir. La maisonnée étant réveillée par les coups de feu, Holmes et Watson n'ont que peu de temps pour mettre tous les documents du coffre de Milverton dans le feu de la cheminée et s'échapper à leur tour. Les deux hommes sont repérés alors qu'ils fuient dans le jardin, et un serviteur parvient à attraper momentanément la cheville de Watson alors que celui-ci escalade le mur d'enceinte. Les deux amis parviennent finalement à s'enfuir sans que leurs poursuivants ne parviennent à les suivre.  
Le lendemain matin, l'inspecteur Lestrade vient à Baker Street pour alerter Holmes de l'affaire de meurtre survenue la veille. Lestrade confie à Holmes la description approximative de l'un des deux hommes poursuivis dans le jardin, et Holmes ironise sur son aspect trop général qui pourrait coller à une description de son ami Watson. Le détective refuse d'enquêter sur l'affaire. Plus tard dans la journée, Holmes parvient à trouver l'identité de la femme de la veille : il s'agit d'une ancienne « dame royale » déchue.

## Inspiration
Charles Auguste Milverton est inspiré d'un véritable maître-chanteur nommé Charles Augustus Howell (en). Howell fut assassiné en 1890 sans que l'identité de son meurtrier ne soit découverte.

## Adaptations
La nouvelle a été adaptée en un long-métrage de 102 minutes intitulé Le Maître Chanteur d'Appledore. C'est un hors-série de la série télévisée Sherlock Holmes. Le film a été diffusé pour la première fois en Angleterre le 2 janvier 1992.
Milverton est la némésis de Sherlock Holmes dans la troisième saison de la série Sherlock de la BBC. Il y porte le nom de Charles Augustus Magnussen et est interprété par Lars Mikkelsen, dans un épisode intitulé Son dernier coup d'éclat.

## Livre audio en français
- Arthur Conan Doyle, Charles Auguste Milverton [« The Adventure of Charles Augustus Milverton »], Paris, La Compagnie du Savoir, coll. « Les enquêtes de Sherlock Holmes », 2011 (EAN 3760163659855, BNF 42478255)Narrateur : Cyril Deguillen ; support : 1 disque compact audio ; durée : 47 min environ ; référence éditeur : La Compagnie du Savoir CDS091. Le nom du traducteur n'est pas indiqué.